# Machimosaurus
Machimosaurus è un genere estinto di coccodrillo teleosauride vissuto nel Giurassico superiore-Cretaceo inferiore, circa 154-130 milioni di anni fa (Kimmeridgiano-Hauteriviano), i cui fossili sono stati ritrovati in Inghilterra, Francia, Germania, Portogallo, Svizzera e Tunisia. Il genere contiene almeno cinque specie: la specie tipo M. hugii, M. mosae, M. nowackianus, M. buffetauti e M. rex. In particolare, la specie M. rex non era solo il più grande teleosauride e thalattosuco, ma con una lunghezza di circa 7,2 metri (lunghezza cranica 155 centimetri), rappresenta il più grande coccodrillo del Giurassico.

## Descrizione
La corporatura di Machimosaurus non differiva molto dalle sue controparti moderne. Le sue dimensioni tuttavia erano ragguardevoli: in particolare le specie M. hugii e M. rex sono stimate a circa 6,9-7,15 metri (22,6-23,5 piedi) di lunghezza.[6] In M. rex il cranio da solo raggiungeva i 155 centimetri (61 pollici). A differenza delle forme simili come Teleosaurus, Platysuchus e Steneosaurus, il cranio di Machimosaurus non possedeva un muso eccezionalmente allungato come quello dell'attuale gaviale, ma era dotato di un'estremità più larga e piatta, relativamente corta. I denti, inoltre, erano robusti, conici e piuttosto smussati, dotati di numerose striature longitudinali. Il corpo allungato terminava in una coda appiattita lateralmente. Le quattro zampe erano piuttosto corte, in particolare quelle anteriori.
Il suo morso era estremamente potente, come quello degli attuali coccodrilli. Le stime descrivono una forza mascellare pari a 55 000 - 69 000 N, superiore a quella del tirannosauro, e una pressione di oltre 1200 kg/cm2, pari a quella sul fondo della fossa delle Marianne.

## Classificazione
Machimosaurus fa parte della famiglia Teleosauridae, un gruppo di rettili marini affini ai coccodrilli, che ebbero una notevole diffusione nei mari del Giurassico. Machimosaurus rappresenta uno degli ultimi teleosauridi e anche uno dei più derivati, dotato di caratteristiche insolite (i denti smussati e robusti, la struttura generale robusta) all'interno del gruppo. Machimosaurus è inoltre l'unico teleosauride conosciuto ad aver ampliato il suo record fossile fino al Cretaceo inferiore.

## Storia della scoperta

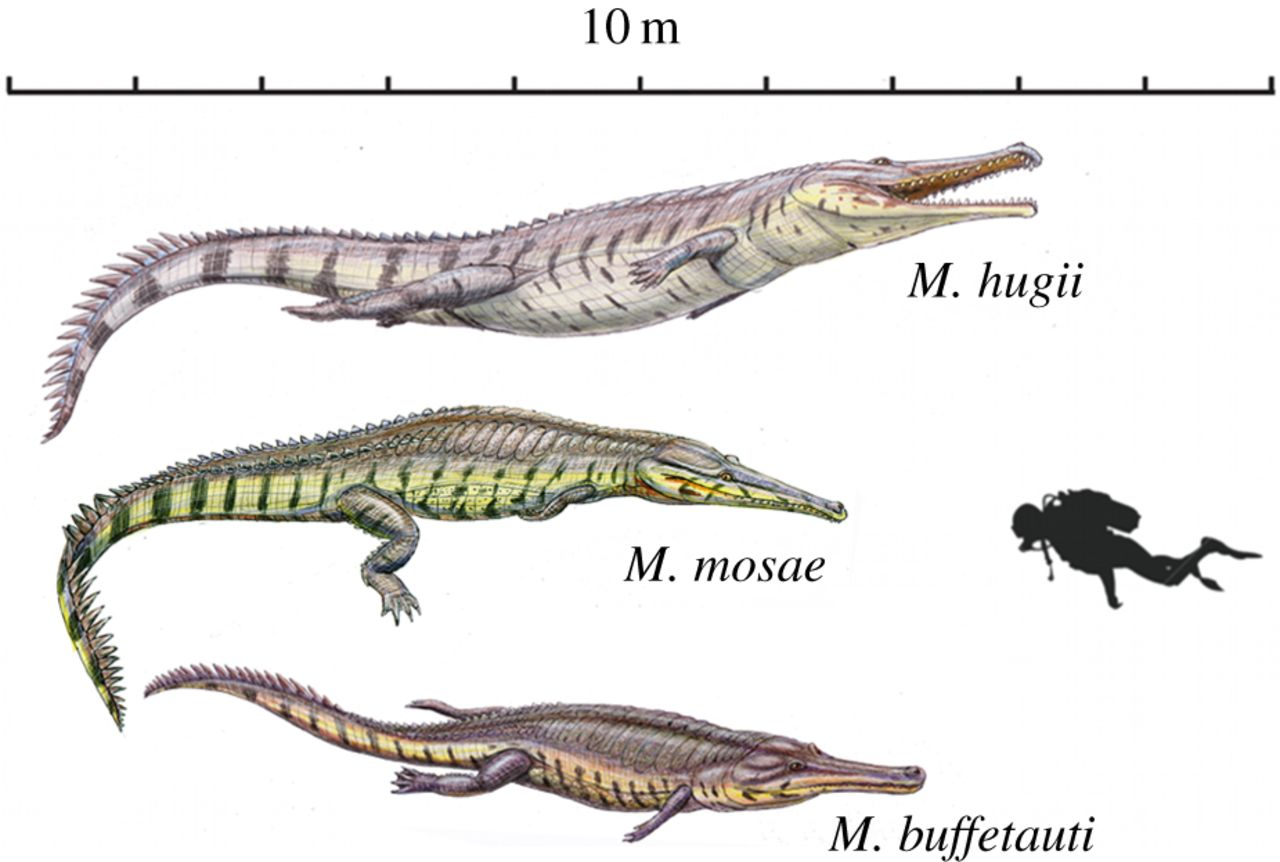
Ricostruzione di tre specie europee del genere Machimosaurus

Nel 1837, Christian Erich Hermann von Meyer nominò alcuni denti isolati dalla forma conica e smussata, e che presentavano numerose linee longitudinali, rinvenuti in Svizzera, come Madrimosaurus hugii. Tuttavia, nel 1838, rendendosi conto di aver scritto male il nome, cambiò il nome Madrimosaurus in Machimosaurus, dal greco makhimos "adatto o pronto per la guerra". I denti di Machimosaurus, con il loro apice arrotondato e contundente e la morfologia robusta li rendono caratteristici e facilmente identificabili rispetto ad altri denti di teleosauridi.
La specie tipo, M. hugii, risale al Kimmeridgiano del Portogallo, Spagna, Tunisia e Svizzera. Le specie M. ferox e M. interruptus erano precedentemente considerate sinonimi junior di M. hugii, ma sono stati recentemente considerati possibili sinonimi di Machimosaurus mosae.
Krebs (1967), considerò la specie M. mosae (Lienard, 1876) un sinonimo junior di M. hugii, ma è considerato una seconda specie valida del genere basata su uno scheletro quasi completo rinvenuto in Francia e risalente al tardo Kimmeridgiano.
Due specie collocate all'interno del genere Machimosaurus sono M. bathonicus e M. rigauxi, della Francia e risalenti al Bathoniano. Tuttavia, quest'ultime sono specie gracile, prive dei caratteristici denti smussati di Machimosaurus, e sono probabilmente riferibili a Steneosaurus.

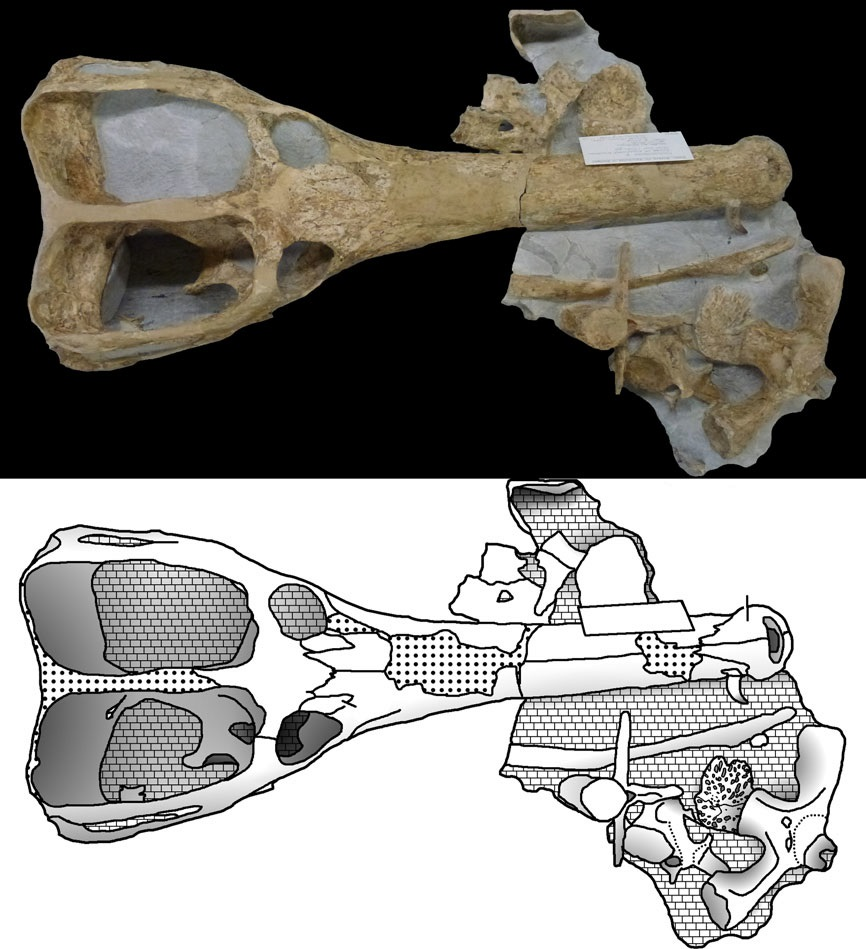
Cranio di M. buffetauti

Mark Young e i suoi colleghi hanno effettuato una revisione dettagliata del genere e hanno riconosciuto quattro specie: M. hugii, M. mosae, M. nowackianus di Harrar, Etiopia e una nuova specie, Machimosaurus buffetauti. Youn et al. hanno ipotizzato che Machimosaurus possa essere stato analogo al genere Pliocene-Olocene, Crocodylus, in quanto entrambi taxon di grossa corporatura adatta alla vita marina.
Una porzione anteriore fossilizzata della mascella inferiore risalente al Giurassico (Oxfordiano o Kimmeridgiano) ritrovata in Etiopia, venne inizialmente riferita al pliosauro Simolestes nowackianus, tuttavia si è scoperto che in realtà questo esemplare appartiene ad una grande specie di Machimosaurus.
Nel 2016, una nuova specie di Machimosaurus scoperta in Tunisia è stata descritta nella rivista Cretaceous Research. Denominata Machimosaurus rex, questa specie è attualmente il più grande teleosauride conosciuto, con dimensioni stimate di 9,6 metri (31,5 piedi) di lunghezza (lunghezza del cranio 155 centimetri (61 pollici)) basato su uno scheletro parziale. M. rex si distingue attualmente come il teleosauride più recente, risalente al Cretaceo inferiore. Tuttavia, stime più recenti stimano sia M. hugii sia M. rex a circa 6,9-7,15 metri (22,6-23,5 piedi) di lunghezza. La scoperta di M. rex indica che i coccodilomorfi teleosauroidi sopravvissero all'evento di estinzione alla fine del Giurassico superiore, ma non mantennero la diversità delle specie all'interno della loro famiglia dai periodi precedenti. Un ulteriore esame dell'esemplare rivelò che probabilmente era un cacciatore generalista a causa dei suoi denti tozzi, relativamente corti e arrotondati.

## Paleobiologia

### Nicchia ecologica
Dai depositi kimmeridgiani di Oker, in Bassa Sassonia, sono noti i fossili di due generi di teleosauridi (Steneosaurus e Machimosaurus), oltre ai crocodiliformi neosuchi Goniopholis e Theriosuchus. Fossili di Machimosaurus e Steneosaurus sono stati ritrovati insieme anche nei depositi del Titoniano della Francia. Si suppone quindi che questi animali occupassero due nicchie ecologiche differenti (Karl et al., 2006).
Sulla base di dati paleoecologici e di caratteristiche morfologiche, sembra che la gigantesca specie africana M. rex fosse un predatore generalista che praticava una caccia d'agguato, simile a quella degli attuali coccodrilli semiacquatici (Fanti et al., 2015).

### Dieta

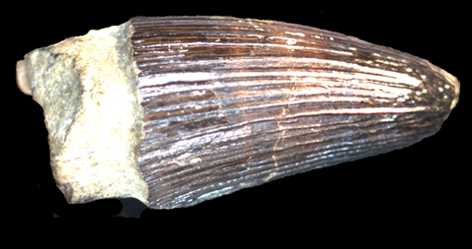
Dente di Machimosaurus sp.

Segni di morsi su un femore di un sauropode del Kimmeridgiano della Svizzera (Cetiosauriscus greppini) sono compatibili con i denti di Machimosaurus hugii, rinvenuti negli stessi depositi. È quindi possibile supporre che il coccodrillo si sia nutrito della carcassa del sauropode o, meno probabilmente, abbia praticato una caccia attiva al limitare della costa, in modo simile ai coccodrilli attuali. Fossili di tartarughe del Kimmeridgiano della Svizzera, inoltre, recano segni di morsi e alcune hanno addirittura i denti di Machimosaurus al loro interno. Altri fossili di tartarughe provenienti dal Giurassico superiore tedesco recano segni di morsi compatibili con i denti di Machimosaurus rinvenuti negli stessi depositi.
Un'analisi morfofunzionale del cranio di Machimosaurus suggerisce fortemente che questi animali si nutrissero di tartarughe (chelonofagia). Comparazioni morfologiche dei denti indicano anche che essi erano adatti a trattenere e frantumare prede particolarmente dure.

### Locomozione

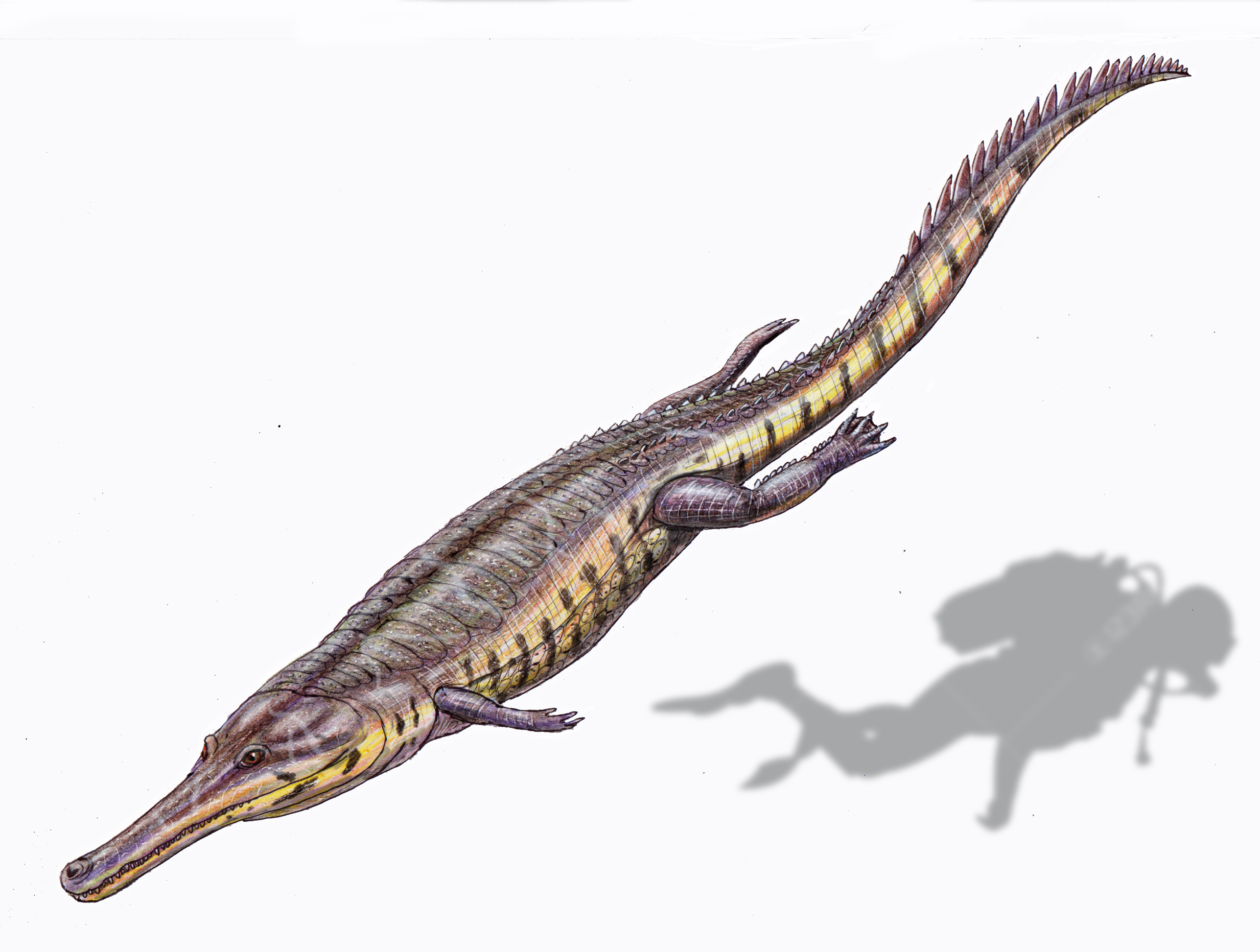
Ricostruzione di M. buffetauti

Sulla base delle articolazioni delle vertebre (zigapofisi), si suppone che Machimosaurus vivesse in mare aperto, nuotando grazie a ondulazioni laterali della coda, con le zampe usate come timoni. I muscoli che abbassavano la testa e il collo dovevano essere estremamente sviluppati, poiché le loro zone d'inserzione sul cranio (tuberosità basioccipitali) erano molto grandi. Questa caratteristica doveva essere molto utile a Machimosaurus quando si tuffava o si immergeva.

### Distribuzione geografica
Uno studio del 2014 ha permesso una revisione dettagliata del genere Machimosaurus e ha permesso di riconoscere quattro specie: una di grandi dimensioni, M. hugii, e le altre tre (M. mosae, M. buffetauti e l'africana M. nowackianus) di dimensioni leggermente minori. Nello studio si è ipotizzato che Machimosaurus potrebbe essere stato analogo all'attuale genere Crocodylus, in cui è presente una grande specie (Crocodylus porosus) adatta ad attraversare le barriere marine, e altre specie più piccole dalla distribuzione geografica più limitata (Young et al., 2014).